# Komet McNaught-Hughes
Komet McNaught-Hughes (uradna oznaka je 130P/Mcnaught-Hughes) je periodični komet z obhodno dobo okoli 6,7 let. 
Komet pripada Jupitrovi družini kometov  .

## Odkritje
Komet sta odkrila škotsko-avstralski astronom Robert H. McNaught in avstralski astronom Shaun M. Hughes 30. septembraj 1991 na Observatoriju Siding Spring v Avstraliji.